# Aloe doei
Aloe doei é uma espécie de liliopsida do gênero Aloe, pertencente à família Asphodelaceae.